# Hundtrilogin
Hundtrilogin är en romansvit skapad av den svenske författaren Reidar Jönsson. Böckerna utkom 1983, 1988 och 2010 och innefattar Mitt liv som hund, En hund begraven och Hundens Paradis.